# Dave Budd
David L. "Dave" Budd (Woodbury, Nueva Jersey, 28 de octubre de 1938) es un exjugador de baloncesto estadounidense que jugó durante cinco temporadas en la NBA. Con 1,98 metros de estatura, lo hacía en la posición de alero.

## Trayectoria deportiva

### Universidad
Jugó durante tres temporadas con los Demon Deacons de la Universidad de Wake Forest, en las que promedió 13,5 puntos y 9,1 rebotes por partido. En su temporada sénior llevó a su equipo al primero de dos títulos consecutivos de la Atlantic Coast Conference. En su honor, un gimnasio de su universidad lleva hoy su nombre.

### Profesional
Fue elegido en la décima posición del Draft de la NBA de 1960 por New York Knicks, donde jugó cinco temporadas. Tras una temporada fue incluido en el draft de expansión, siendo elegido por los Chicago Packers, pero lo Knicks lo recuperaron a cambio de Bob McNeill y Charlie Tyra.
En la temporada 1961-62 fue uno de los jugadores encargados de defender a Wilt Chamberlain en el famoso partido en el que anotó 100 puntos. Su mejor campaña la protagonizó en 1963, cuando acabó con unos promedios de 9,5 puntos y 5,1 rebotes por partido.

## Estadísticas de su carrera en la NBA

### Temporada regular
| Temporada | Edad | Equipo          | Liga | P   | TIT | MIN  | TC  | TCA | %TC  | 3P | 3PA | %3P | TL  | TLA | %TL  | R.OF. | R.DEF. | REB | ASIS | ROB | TAP | PER | FP  | PTS |
| 1960-61   | 22   | New York Knicks | NBA  | 61  |     | 17.6 | 2.6 | 5.9 | .432 |    |     |     | 1.4 | 2.2 | .649 |       |        | 4.9 | 0.7  |     |     |     | 2.8 | 6.5 |
| 1961-62   | 23   | New York Knicks | NBA  | 79  |     | 17.3 | 2.4 | 5.5 | .436 |    |     |     | 1.7 | 2.9 | .597 |       |        | 4.4 | 1.1  |     |     |     | 2.1 | 6.5 |
| 1962-63   | 24   | New York Knicks | NBA  | 78  |     | 22.1 | 3.8 | 7.6 | .493 |    |     |     | 1.9 | 2.6 | .748 |       |        | 5.1 | 1.1  |     |     |     | 2.6 | 9.5 |
| 1963-64   | 25   | New York Knicks | NBA  | 73  |     | 14.1 | 1.8 | 4.1 | .431 |    |     |     | 1.2 | 1.6 | .730 |       |        | 3.8 | 0.8  |     |     |     | 1.8 | 4.7 |
| 1964-65   | 26   | New York Knicks | NBA  | 62  |     | 19.2 | 3.2 | 6.6 | .482 |    |     |     | 2.0 | 2.7 | .712 |       |        | 5.0 | 1.0  |     |     |     | 2.4 | 8.3 |
| Total     |      |                 | NBA  | 353 |     | 18.1 | 2.7 | 5.9 | .460 |    |     |     | 1.6 | 2.4 | .682 |       |        | 4.6 | 1.0  |     |     |     | 2.3 | 7.1 |